# Carpathobyrrhulus transsylvanicus
Carpathobyrrhulus transsylvanicus is een keversoort uit de familie pilkevers (Byrrhidae). De wetenschappelijke naam van de soort is voor het eerst geldig gepubliceerd in 1848 door Suffrian.